# Volvo v90
El Volvo V90 es un coche familiar de lujo de tamaño mediano fabricado y comercializado por el fabricante de automóviles sueco Volvo Cars desde 2016. Dos meses después de la presentación del modelo sedán, el Volvo V90 se presentó en el Salón del automóvil de Ginebra en marzo de 2016. Su variante sedán se llama Volvo S90 .

## Modelos

### Volvo V90
El Volvo V90 se ofrece con varios niveles de equipamiento. En Estados Unidos, el V90 solo estaba disponible por pedido especial, y los distribuidores se centraron en el V90 Cross Country.
En 2021, se anunció que el Volvo V90 ya no se vendería en los Estados Unidos, empezando por el modelo del año 2022.
Presentado antes del Salón del Automóvil de París de 2016, el V90 Cross Country es una versión AWD de altura elevada del Volvo V90 diseñado para su uso en terrenos irregulares, carreteras sin asfaltar y para uso todoterreno ligero.

#### V90 carrera oceánica a campo traviesa
El 30 de octubre de 2017 se anunció una versión especial del V90 Cross Country para celebrar la Volvo Ocean Race 2017-18 . El automóvil tiene toques naranjas únicos en el parachoques delantero y trasero, molduras interiores de fibra de carbono y costuras naranjas y cinturones de seguridad. También tiene una linterna desmontable montada en el maletero.
En el mercado estadounidense se vendieron 84 modelos en total (41 como modelos del 2018 y 43 como modelos del 2019). Además, de los vendidos en los EE. UU., 7 tenían asientos elevados para niños traseros integrados para el año modelo 2018 y solo 1 para el año modelo 2019.

### Estiramiento facial
En febrero de 2020, se filtraron las fotos oficiales de un Volvo V90 actualizado junto con el S90 actualizado. Las luces traseras tenían un LED secuencial y las variantes de inscripción tienen un adorno cromado en el parachoques delantero.

## Motores
El V90 solo está disponible con motores de gasolina y diésel de 2,0 litros y 4 cilindros de la familia VEA (Drive-E). Los motores de gasolina más potentes tienen carga compuesta, al igual que la variante híbrida enchufable llamada T8 . El motor diésel D5 presenta la nueva tecnología PowerPulse  de Volvo que está diseñada para eliminar el retraso del turbo, así como un sistema de inyección i-Art.
| Modelo | Código de motor | Años)         | Potencia a rpm | Par a rpm | Desplazamiento        | Comentario |
| ------ | --------------- | ------------- | -------------- | --------- | --------------------- | ---------- |
|        | B4204T28        | 2017-presente |                |           | 1969 cm³ (120,2 plg³) |            |
|        | B4204T35        | 2018-presente |                |           | 1969 cm³ (120,2 plg³) |            |